# Fatoumata Binta Diallo
Fatoumata Binta Diallo (Conakry, 6 aprile 2000) è un'ostacolista e velocista guineana naturalizzata portoghese.

## Biografia
Nata a Conakry in Guinea, i suoi genitori si trasferiti a Olhão in Portogallo quando lei aveva 5 anni, li ha raggiunti a 12 anni; nel 2019 ha seguito i genitori che si sono trasferiti nuovamente per lavoro a Parigi in Francia. Ha iniziato a praticare atletica leggera a 12 anni una volta giunta in Portogallo.

## Record nazionali
Seniores
- 400 m ostacoli: 54"65 ( Roma, 10 giugno 2024)
- Staffetta 4x400 m indoor: 3'31"93 ( Glasgow, 3 marzo 2024) (Fatoumata Binta Diallo, Carina Vanessa, Cátia Azevedo, Vera Barbosa)

## Progressione

### 400 metri ostacoli
| Stagione | Misura  | Luogo   | Data      | Rank. Mond. |
| -------- | ------- | ------- | --------- | ----------- |
| 2024     | 54"65   | Roma    | 10-6-2024 |             |
| 2023     | 55"57   | Chorzów | 24-6-2023 |             |
| 2022     | 57"30   | Albi    | 10-7-2022 |             |
| 2021     | 59"28   | Tallinn | 9-7-2021  |             |
| 2020     | 1'04"48 | Parigi  | 29-8-2020 |             |
| 2019     | 1'02"42 | Vagos   | 7-7-2019  |             |
| 2018     | 1'02"60 | Leiria  | 8-7-2018  |             |

## Palmarès
| Anno                             | Manifestazione   | Sede     | Evento        | Risultato      | Prestazione | Note                          |
| -------------------------------- | ---------------- | -------- | ------------- | -------------- | ----------- | ----------------------------- |
| In rappresentanza del Portogallo |                  |          |               |                |             |                               |
| 2019                             | Europei U20      | Borås    | 400 m piani   | Batteria       | 55"83       | Miglior prestazione personale |
| 2019                             | Europei U20      | Borås    | 4x100         | Batteria       | 45"99       |                               |
| 2021                             | Europei U23      | Tallinn  | 400 m hs      | Semifinale     | 59"28       | Miglior prestazione personale |
| 2022                             | Mediterraneo U23 | Pescara  | 400 m hs      | 5ª             | 59"77       |                               |
| 2023                             | Mondiali         | Budapest | 400 m hs      | Batteria       | 3'15"75     | [ 2 ]                         |
| 2023                             | Mondiali         | Budapest | 4x400 m mista | Batteria       | 56"03       | [ 3 ]                         |
| 2024                             | Mondiali indoor  | Glasgow  | 4x400 m       | Batteria       | 3'31"93     | [ 4 ]                         |
| 2024                             | World Relays     | Nassau   | 4x400 m mista | Qual. olimpica | 3'17"03     | [ 5 ]                         |
| 2024                             | Europei          | Roma     | 400 m hs      | 8ª             | 55"65       | [ 6 ]                         |
| 2024                             | Olimpiade        | Parigi   | 400 m hs      | Semifinale     | 54"93       | [ 7 ]                         |

## Campionati nazionali
- 2 volte campionessa nazionale portoghese dei 400 m ostacoli (2023, 2024)
- 1 volta campionessa nazionale portoghese dei 200 m piani (2024)
- 1 volta campionessa nazionale portoghese dei 400 m piani (2024)

2023
- Oro ai campionati portoghesi (Braga), 400 m hs - 56"53

2024
- Oro ai campionati portoghesi indoor (Pombal), 200 m piani - 23"95
- Oro ai campionati portoghesi indoor (Pombal), 400 m piani - 53"75
- Oro ai campionati portoghesi (Coimbra), 400 m hs - 55"53

## Altre competizioni internazionali
2015
- Elim. in batteria al Festival olimpico della gioventù europea ( Gyor), 400 m piani - 57"54

2023
- 7ª ai Campionati europei a squadre, ( Chorzów), 400 m hs - 55"57

2025
- Oro ai Campionati europei a squadre di atletica leggera ( Madrid), 400 m hs - 54"77